# Bloomington (Nebraska)
Bloomington – wieś w Stanach Zjednoczonych, w stanie Nebraska, w hrabstwie Franklin.